# 키 호이 콴
키 후이 콴(영어: Ke Huy Quan, 1971년 8월 20일 ~ )은 조너선 키 콴(영어: Jonathan Ke Quan, 영어 발음: /kiːˈkwɑːn/)으로도 알려진 베트남계 미국인 배우, 무술 안무가이다. 스티븐 스필버그 감독의 액션 모험 영화 《인디아나 존스: 미궁의 사원》(1984), 리처드 도너 감독의 모험 코미디 영화 《구니스》(1985) 등에 아역 배우로 출연하여 많은 인기와 사랑을 받았다. 청소년기에 수 편의 영화에 출연했으며, 성인이 된 이후에는 영화 제작 쪽에 무게를 두어 무술 안무와 연출 보조를 맡았다. 2022년 영화 《에브리씽 에브리웨어 올 앳 원스》를 통해 2023년 제95회 아카데미 남우조연상을 수상했다. 2023년 타임지에서 세계에서 가장 영향력 있는 100인 중 하나로 선정하였다.

## 생애
콴은 남베트남 사이공에서 꽌께후이(베트남어: Quan Ke Huy, 중국어 정체자: 關繼威, 간체자: 关继威, 병음: Guān Jìwēi 관지웨이[*])라는 이름으로 태어났다.
1975년 베트남 전쟁에서 사이공이 함락되면서 북베트남군이 승리하였고, 3년 뒤인 7살 때 보트피플이 되어 아버지, 형제 5명과 함께 홍콩 난민 수용소에 들어갔다. 1979년 미국이 제공하는 정치적 망명 대상 프로그램 해당자로 선정돼 미국으로 이주할 수 있었다.
캘리포니아주 앨햄브라에서 고등학교까지 마쳤다. 고교 졸업 후 서던캘리포니아 대학교에서 영화 예술을 전공했다. 베트남어, 관화, 광둥어, 영어 등에 능하다. 배우자는 에코 콴이다.

## 출연 작품

### 영화
| 연도 | 제목                           | 원제                                 | 배역               | 비고               |
| ---- | ------------------------------ | ------------------------------------ | ------------------ | ------------------ |
| 1984 | 인디아나 존스: 미궁의 사원     | Indiana Jones and the Temple of Doom | 쇼트 라운드        |                    |
| 1985 | 구니스                         | The Goonies                          | 리처드 "데이터" 왕 |                    |
| 1986 | 호도묘적소신투                 | 糊塗妙賊小神偸                       | 샤오관             | 대만 영화          |
| 1987 | 패신저: 지나간 날들            | パッセンジャー 過ぎ去りし日々        | 릭                 | 일본 영화          |
| 1991 | 분노의 불                      | Breathing Fire                       | 찰리 무어          |                    |
| 1992 | 원시 틴에이저                  | Encino Man                           | 킴                 |                    |
| 1996 | 무한부활                       | 無限復活                             | 싱 웡              | 홍콩 영화          |
| 2021 | 알로하! 오하나를 찾아서        | Finding ʻOhana                       | 조지 판            |                    |
| 2022 | 에브리씽 에브리웨어 올 앳 원스 | Everything Everywhere All at Once    | 웨이먼드 왕        |                    |
| 2024 | 쿵푸팬더 4                     | Kung Fu Panda 4                      | 한                 | 애니메이션         |
| 2025 | 위드 러브                      | Love Hurts                           | 마빈 게이블        |                    |
| 2025 | 일렉트릭 스테이트              | The Electric State                   | 애머스트 박사      |                    |
| 2025 | 주토피아 2                     | Zootopia 2                           | 게리               | 애니메이션; 제작중 |

### 텔레비전
| 연도    | 제목                 | 원제                  | 배역                        | 비고                   |
| ------- | -------------------- | --------------------- | --------------------------- | ---------------------- |
| 1986-87 | 투게더 위 스탠드     | Together We Stand     | 샘 랜들                     | 주연; 19회분           |
| 1990-91 | 헤드 오브 더 클래스  | Head of the Class     | 재스퍼 퀑                   | 주연(시즌 4-5)         |
| 1991    | 납골당의 미스터리    | Tales from the Crypt  | 조시                        | "Undertaking Palor" 편 |
| 2023    | 아메리칸 본 차이니즈 | American Born Chinese | 제이미 야오 / 프레디 웡     | 주연                   |
| 2023    | 로키                 | Loki                  | 우로보로스 "OB" / A.D. 더그 | 주연(시즌 2)           |